# Angela Lettiere
Angela Lettiere (* 4. April 1972) ist eine ehemalige US-amerikanische Tennisspielerin.

## Karriere
1996 sie in der Doppelkonkurrenz der US Open das Achtelfinale. Ende des Jahres erreichte sie mit Position 40 ihre beste Platzierung in der Doppel-Weltrangliste. Ihr letztes Match auf der Profitour spielte sie im Oktober 1997 bei einem ITF-Turnier in Mexiko.

## Turniersiege

### Doppel
| Nr. | Datum            | Turnier        | Kategorie   | Belag             | Partnerin       | Finalgegnerinnen                        | Ergebnis       |
| --- | ---------------- | -------------- | ----------- | ----------------- | --------------- | --------------------------------------- | -------------- |
| 1.  | 20. Juni 1994    | Hilton Head    | ITF $10.000 | Sand              | Stacey Sheppard | Kristina Brandi Karin Miller            | 4:6, 6:2, 7:62 |
| 2.  | 4. Dezember 1995 | Cergy-Pontoise | ITF $50.000 | Hartplatz (Halle) | Corina Morariu  | Dally Randriantefy Natacha Randriantefy | 6:3, 7:5       |
| 3.  | 27. Januar 1996  | Mission        | ITF $25.000 | Hartplatz         | Corina Morariu  | Shannan McCarthy Julie Steven           | 7:6, 6:2       |
| 4.  | 17. Februar 1996 | Midland        | ITF $50.000 | Hartplatz         | Corina Morariu  | Katrina Adams Debbie Graham             | 7:6, 7:6       |
| 5.  | 7. Dezember 1988 | Cergy-Pontoise | ITF $50.000 | Hartplatz (Halle) | Meilen Tu       | Kirstin Freye Noëlle van Lottum         | 6:4, 2:6, 6:4  |
| 6.  | 15. Februar 1997 | Midland        | ITF $50.000 | Hartplatz (Halle) | Nana Miyagi     | Janet Lee Lindsay Lee                   | 6:3, 6:2       |

## Abschneiden bei Grand-Slam-Turnieren

### Einzel
| Turnier         | 1994 | Bilanz | Karriere |
| --------------- | ---- | ------ | -------- |
| Australian Open | 1    | 0:1    | 1        |
| French Open     | —    | —      | —        |
| Wimbledon       | —    | —      | —        |
| US Open         | —    | —      | —        |

### Doppel
| Turnier         | 1996 | 1997 | Bilanz | Karriere |
| --------------- | ---- | ---- | ------ | -------- |
| Australian Open | —    | 1    | 0:1    | 1        |
| French Open     | 1    | —    | 0:1    | 1        |
| Wimbledon       | 1    | —    | 0:1    | 1        |
| US Open         | AF   | 1    | 2:2    | AF       |